# Helenoperla
Helenoperla is een geslacht van steenvliegen uit de familie borstelsteenvliegen (Perlidae). De wetenschappelijke naam van het geslacht is voor het eerst geldig gepubliceerd in 1997 door Sivec.

## Soorten
Helenoperla omvat de volgende soorten:
- Helenoperla malickyi Sivec, 1997